# Niklas Tarvajärvi
Niklas Henrikki Tarvajärvi (Tuusula, 13 de março de 1983) é um futebolista finlandês, que defende o Neuchâtel Xamax.